# Эрбе, Кэтрин
Кэтрин Эрбе (англ. Kathryn Erbe, род. 5 июля 1965) — американская актриса, наиболее известная по ролям детектива Александры Эймс в сериале «Закон и порядок: Преступное намерение» (2001—2011), а также приговоренной к смертной казни заключенной Ширли Беллинджер в сериале «Тюрьма Оз» (1998—2003).

## Карьера
Кэтрин Эрбе окончила Нью-Йоркский университет в 1989 году и вскоре получила постоянную роль в комедийном сериале «Куриный суп», где сыграла роль дочери героини Линн Редгрейв. Сериал был закрыт весной 1990 года и Эрбе дебютировала на бродвейской сцене в пьесе «Трамвай „Желание“». В 1991 году она получила номинацию на премию «Тони» за выступление в пьесе «Скорость Тьмы».
Эрбе снялась в нескольких фильмах, таких как «А как же Боб?», «Богатство в Любви», «Могучие утки 2» и «Отзвуки эха». Она также сыграла роль бывшей жены Дэвида Карузо в триллере 1995 года «Поцелуй смерти». В период между 1998—2000 годами она играла Ширли Беллинджер в сериале канала HBO «Тюрьма Оз»
С 2001 по 2010 год Кэтрин Эрбе исполняла роль детектива Александры Эймс в сериале «Закон и порядок: Преступное намерение», наравне с Винсентом Д`Онофрио. Весной 2010 года она вместе с Д`Онофрио покинула сериал, однако уже в конце года было объявлено, что оба актёра возвращаются в проект чтобы сняться в десятом и заключительном сезоне, который транслировался в 2011 году.

## Личная жизнь
Кэтрин Эрбе родилась в Ньютоне, штат Массачусетс. С 1993 по 2006 год она была замужем за актёром Терри Кинни, у них двое детей.

## Фильмография

### Фильмы
| Год  | Название                                         | Роль                 | Примечания |
| ---- | ------------------------------------------------ | -------------------- | ---------- |
| 1989 | Безудержные мечты / Runaway Dreams               | Denise Donaldson     |            |
| 1991 | А как же Боб? / What About Bob?                  | Anna Marvin          |            |
| 1993 | Богатство в любви / Rich in Love                 | Lucille Odom         |            |
| 1994 | Могучие утята 2 / D2: The Mighty Ducks           | Michele MacKay       |            |
| 1995 | Зависимость / The Addiction                      | Anthropology Student |            |
| 1995 | Поцелуй смерти / Kiss of Death                   | Rosie Kilmartin      |            |
| 1997 | Повелитель рыб / Dream with the Fishes           | Liz                  |            |
| 1998 | Любовь с нулевого уровня / Love from Ground Zero | Alex                 |            |
| 1999 | Энтропия / Entropy                               | Evan                 |            |
| 1999 | Отзвуки эха / Stir of Echoes                     | Maggie Witzky        |            |
| 2001 | Поговорим о сексе / Speaking of Sex              | Helen                |            |
| 2010 | Три семьи / 3 Backyards                          | John’s wife          |            |
| 2011 | Путеводитель по любви / Sunny Side Up            | Cora                 |            |

### Телевидение
| Год             | Название                                                                   | Роль                 | Примечания             |
| --------------- | -------------------------------------------------------------------------- | -------------------- | ---------------------- |
| 1989—1990       | Куриный суп / Chicken Soup                                                 | Patricia Reece       | 12 эпизодов            |
| 1994            | Уроки дыхания / Breathing Lessons                                          | Fiona                | TV-Movie               |
| 1997            | Джордж Уоллес / George Wallace                                             | Mrs. Folsom          | TV-Movie               |
| 1997            | Убойный отдел / Homicide: Life on the Street                               | Rita Hale            | Episode: All Is Bright |
| 1998            | Жестокий город: Пули вершат правосудие / Naked City: Justice with a Bullet | Sarah Tubbs          | TV-Movie               |
| 1998—2000; 2003 | Тюрьма Оз / Oz                                                             | Shirley Bellinger    | 17 эпизодов            |
| 2000            | Подиум / The Runaway                                                       | Evelyn Carnes        | TV-Movie               |
| 2001—2010; 2011 | Закон и порядок: Преступное намерение / Law & Order: Criminal Intent       | Det. Alexandra Eames | 144 эпизода            |
| 2012-2013       | Закон и порядок: Специальный корпус / Law & Order: Special Victims Unit    | Det. Alexandra Eames | 2 эпизода              |